# Tiền tệ Việt Nam thời Nguyễn

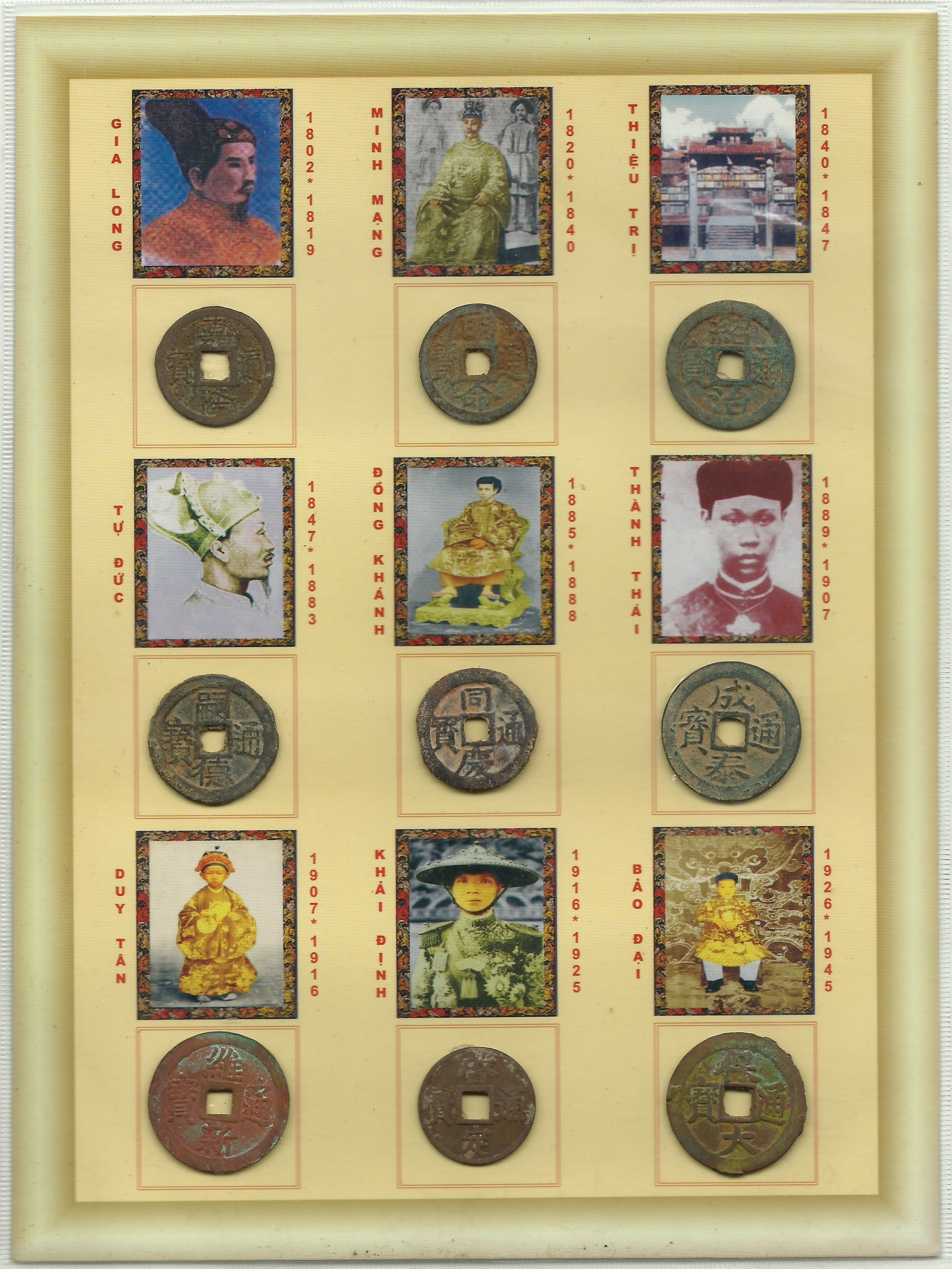
Tiền tệ nhà Nguyễn.

Tiền tệ Việt Nam thời Nguyễn phản ánh những vấn đề liên quan tới tiền tệ lưu thông thời nhà Nguyễn độc lập (1802-1884) và những đồng tiền do nhà Nguyễn phát hành trong thời kỳ Pháp thuộc trong lịch sử Việt Nam.
Từ thời Đồng Khánh, thực dân Pháp đã phát hành những đồng tiền Đông Dương gồm các loại như tiền giấy và tiền kim loại với nhiều mệnh giá được lưu thông rộng rãi hơn tiền do triều đình phát hành rất nhiều. Vì thế ta thấy được sức ảnh hưởng của thực dân Pháp vẫn còn khá nhiều.
Ngoài những đồng tiền xu bằng đồng và kẽm được đúc để phục vụ cho tiêu dùng, Nhà Nguyễn còn cho đúc tiền thưởng bằng kim loại quý với các mệnh giá từ 0,5 tiền đến 1 lạng. Loại tiền này không được dùng trong lưu thông buôn bán, chúng được triều đình dùng để ban thưởng cho những người có công trạng như một dạng kỷ niệm chương hoặc huân chương. Trong tác phẩm Monnaies Impériales d'Annam, tác giả người Pháp Francois Joyaux cho rằng mục đích ban đầu của triều Nguyễn cho đúc đồng bạc thưởng Phi long là để cạnh tranh với đồng Real Tây Ban Nha (Mảnh tám) đang được lưu hành trong nước thông qua thương mại quốc tế. Họ cho đúc đồng Phi long bắt chước theo cả về hình dáng bên ngoài cũng như kim loại. Do đó chúng được dự định là để lưu hành. Tuy nhiên, đây chỉ là một hình thức suy luận của tác giả nước ngoài, chứ trong các sử liệu chính thống của Nhà Nguyễn không có nội dung nào nói về điểm này.

## Tiền trong đời sống kinh tế - xã hội thời độc lập
So với các triều đại trước, tiền tệ nhà Nguyễn rất phong phú. Nhờ sự phát triển của thương mại, kinh tế hàng hóa trong nước sôi động. Ngoài những đồng tiền căn bản là tiền đồng và tiền kẽm, còn có cả vàng và bạc dùng trong lưu thông. Nhà Nguyễn không đủ nguyên liệu làm tiền đồng lưu thông trên toàn quốc nên phải phát hành cả tiền kẽm làm đồng tiền cơ bản.
Việc đúc tiền được Gia Long giao cho thương nhân người Trung Quốc thực hiện và trả công cho họ.
Sau khi đúc xong, tỷ giá đổi giữa tiền đồng và tiền kẽm qua các đời là:
1. Từ thời Gia Long thời Thiệu Trị: 1 tiền đồng = 1,2 đến 1,3 tiền kẽm
2. Từ thời Tự Đức: 1 tiền đồng = 1,3 đến 1,4 tiền kẽm

Càng về sau, tỷ giá giữa hai đồng tiền càng cách biệt và triểu đình không kiểm soát nổi vì các nguyên nhân sau:
1. Cảnh giặc giã đói kém trong nước
2. Người Pháp vào gây chiến dẫn đến loạn lạc đói kém
3. Nạn đúc trộm tiền trong nước
4. Nạn đúc trộm tiền kém phẩm chất của các thương nhân Trung Quốc: họ mua tiền đồng của Việt Nam về Trung Quốc, pha trộn thêm tạp chất rồi đúc tiền kém chất lượng, mang trở lại Việt Nam tiêu dùng lẫn lộn

Giá trị đồng tiền giảm sút khiến kinh tế trong nước bị suy thoái.

### Hệ thống đo lường
Hệ thống đo lường thời Nguyễn dựa trên 2 tiêu chuẩn theo chỉ dụ của Gia Long năm 1813:
- Cân thiên bình áp dụng cho những kim loại rẻ như sắt, đồng, kẽm, chì, thiếc
- Cân trung bình áp dụng cho 2 kim loại quý là vàng và bạc

Theo hệ thống này, hệ thống đo lường ấn định như sau:
- Tạ = 10 yến = 60,40 kg
- Yến = 10 cân
- Cân = 16 lạng
- Lạng = 10 đồng cân
- Đồng cân = 10 phân
- Phân = 10 ly
- Ly = 10 hào

So với hệ thống đo lường phương Tây, mỗi học giả/tổ chức khi đó quy đổi 1 lạng ta ra số gram khác nhau, dao động từ 37,75 gram đến 39,05 gram.

### Tiền đồng
Dựa vào trọng lượng, tiền đồng nhà Nguyễn chia làm hai loại lớn và nhỏ. Tiền nhỏ từ 5 phân 5 li tới dưới 9 phân, còn tiền lớn từ 9 phân trở lên. Thỉnh thoảng có những đợt đúc thử nghiệm những đồng tiền 7 phân hay 1 đồng cân, nhưng sau đó triều đình thấy không thích hợp nên không đúc nữa.
Tiền đồng nhà Nguyễn chia ba loại:
1. Loại tiền ghi rõ tỷ giá với tiền kẽm như lục văn, thập văn, các tiền Tự Đức bảo sao. Khi trị giá đồng tiền được đúc trên mặt gây những bất tiện về sau, đồng tiền sẽ được dân chúng ưa chuộng hoặc bị loại bỏ. Đây là đặc điểm chỉ bắt đầu có trong lịch sử tiền tệ Việt Nam từ thời Tự Đức[5].
2. Tiền có ghi trọng lượng của đồng tiền như thất phân
3. Tiền không ghi gì cả, nhưng dựa vào trọng lượng để xác định giá trị

### Tiền kẽm
Tiền kẽm là tiền cơ bản, có đơn vị nhỏ nhất trong hệ thống tiền tệ nhà Nguyễn. Chỉ có tiền kẽm thời Gia Long có ghi chữ "thất phân" để chỉ trọng lượng, còn các tiền kẽm đời sau không ghi gì và thường chỉ nặng khoảng 6 phân.
Tiền kẽm chủ yếu đúc trong thời độc lập, gồm 4 triều vua đầu tiên là Gia Long, Minh Mạng, Thiệu Trị và Tự Đức.

### Tiền cấm
Tiền do triều đình đúc là quan chế tiền. Tiền cấm là các đồng tiền vốn bất hợp pháp nhưng vì những lý do khác nhau vẫn được lưu hành:
1. Tiền cũ của nhà Tây Sơn, vì lưu lượng trong dân gian còn lưu hành rất nhiều nên không thể chấm dứt lưu hành ngay mà nhà Nguyễn cho phép lưu hành quá độ đến năm 1822 thì đổi sang tiền kẽm của nhà Nguyễn với tỷ lệ 2 đồng tiền đồng Tây Sơn = 1 đồng tiền kẽm nhà Nguyễn.
2. Tiền do dân đúc trộm là tư chú tiền. Do nạn đúc trộm tiền quá nhiều, khó ngăn chặn, từ năm 1849 Tự Đức buộc phải cho phép dân tự đúc tiền kẽm, nhưng phải theo đúng trọng lượng.
3. Tiền đồng, do thương nhân người Hoa đúc trộm là dị dạng tiền. Sau khi quân Pháp chiếm Nam Kỳ, tình hình càng hỗn loạn, thương nhân người Thanh lợi dụng làm tiền kém phẩm chất. Tự Đức ra lệnh khám xét các tàu buôn nhà Thanh, chặn các đồn ải để kiểm soát và cấm thương nhân di chuyển với số tiền quá lớn. Tới năm 1879, triều đình đành phải chấp nhận cho lưu hành dị dạng tiền (tiền đồng) ăn 3 tiền kẽm, với điều kiện đồng tiền đó khá giống đồng tiền Việt về phẩm lượng.

Thời Kiến Phúc, phụ chính Nguyễn Văn Tường nhận hối lộ của người Hoa, cho thương nhân nhà Thanh mang "tiền sềnh" niên hiệu Tự Đức của họ đúc sang, bắt nhân dân phải tiêu, ai không tiêu thì bắt tội. Tiền này rất xấu, quá mỏng và nhẹ (chỉ trên dưới 1 gram), có thể nổi trên mặt nước. Các giáo sĩ Công giáo nhân chuyện đồng tiền xấu đã tuyên truyền thêm trong dân về sự suy sụp của triều đình nhà Nguyễn. Một số người đã lầm đây là tiền gián của thế kỷ 17-18 như tiền Thiên Thánh hay An Pháp nguyên bảo, nhưng các nhà nghiên cứu khẳng định tiền gián thế kỷ 17-18 vẫn còn nặng hơn, không nổi trên mặt nước như tiền sềnh mà người Hoa mang sang cuối thế kỷ 19.

## Tiền nhà Nguyễn thời Pháp thuộc
Từ năm 1883, Việt Nam chính thức bị Pháp đô hộ. Từ thời Đồng Khánh (1885-1888), tiền lưu thông trong nước là những đồng tiền "xu", tiền giấy "đồng" do Ngân hàng Đông Dương của người Pháp phát hành. Các đồng tiền do triều đình nhà Nguyễn phát hành chỉ được dùng như tiền lẻ lưu hành ở thôn quê. Tiền do triều đình Huế đúc ra không còn yếu tố quan trọng trong đời sống kinh tế như trước mà chỉ có tính tượng trưng.
Vua Đồng Khánh cho lập ra Cục Thông bảo để đúc tiền. Tiền Đồng Khánh lớn bằng đồng ăn 10 đồng tiền kẽm, 1 đồng tiền nhỏ ăn 6 đồng tiền kẽm.
Sang thời Khải Định, 1 đồng Khải Định ăn 6 đồng tiền kẽm. Tiền Khải Định được đúc nhiều đợt, trọng lượng không đều, có đồng nặng 6 phân, có đồng tới 7-8 phân. Từ thời Khải Định đến thời Bảo Đại, người Pháp cho làm tiền xu bằng máy rập, được gọi nôm na là "đồng trinh". Tiền đồng trinh Khải Định thông bảo và Bảo Đại thông bảo là hai đồng tiền duy nhất của chế độ phong kiến Việt Nam không phải là tiền đúc mà được dập bằng máy do Ngân hàng Đông Dương đảm nhận. Do làm bằng máy, những đồng tiền này chứa ít chất đồng hơn tiền đúc nhưng nét chữ sắc sảo hơn.
Đồng trinh Khải Định có giá trị bằng 1/200 đồng bạc Piastre của Ngân hàng Đông Dương, tức là nửa xu. So với tiền Khải Định thông bảo, tiền Bảo Đại thông bảo nhỏ hơn, chỉ có giá trị từ 1/600 tới 1/400 của 1 xu Đông Dương nên chỉ là tượng trưng, không có chức năng kinh tế nào cả.

## Đơn vị tiền tệ
Đơn vị tiền tệ thời Nguyễn phức tạp hơn nhiều so với các thời trước.
1 quan = 1 mạch (hay 10 tiền) = 600 đồng tiền kẽm. Đơn vị này duy trì từ thời Lê sơ. Thời chưa có tiền nhỏ và tiền lớn thì tỷ lệ 120 tới 130 tiền kẽm ngang 100 tiền đồng.
Từ thời Minh Mạng có tiền lớn và tiền nhỏ, giá trị được xác định như sau:
- 200 đồng tiền lớn (200 x 3 = 600) là 1 quan (theo tỷ giá 1:3)
- 300 đồng tiền nhỏ (300 x 2 = 600) là 1 quan (theo tỷ giá 1:2)

Thời Tự Đức:
- 150 đồng tiền lớn (150 x 4 = 600) là 1 quan (theo tỷ giá 1:4)
- 200 đồng tiền nhỏ (200 x 3 = 600) là 1 quan (theo tỷ giá 1:3)

Thời Thành Thái:
- 100 đồng tiền loại 8 phân (ăn 6 tiền kẽm = 600) là 1 quan
- 60 tiền đồng loại 1 tiền 1 phân (ăn 10 tiền kẽm) là 1 quan

## Các đồng tiền do nhà Nguyễn phát hành

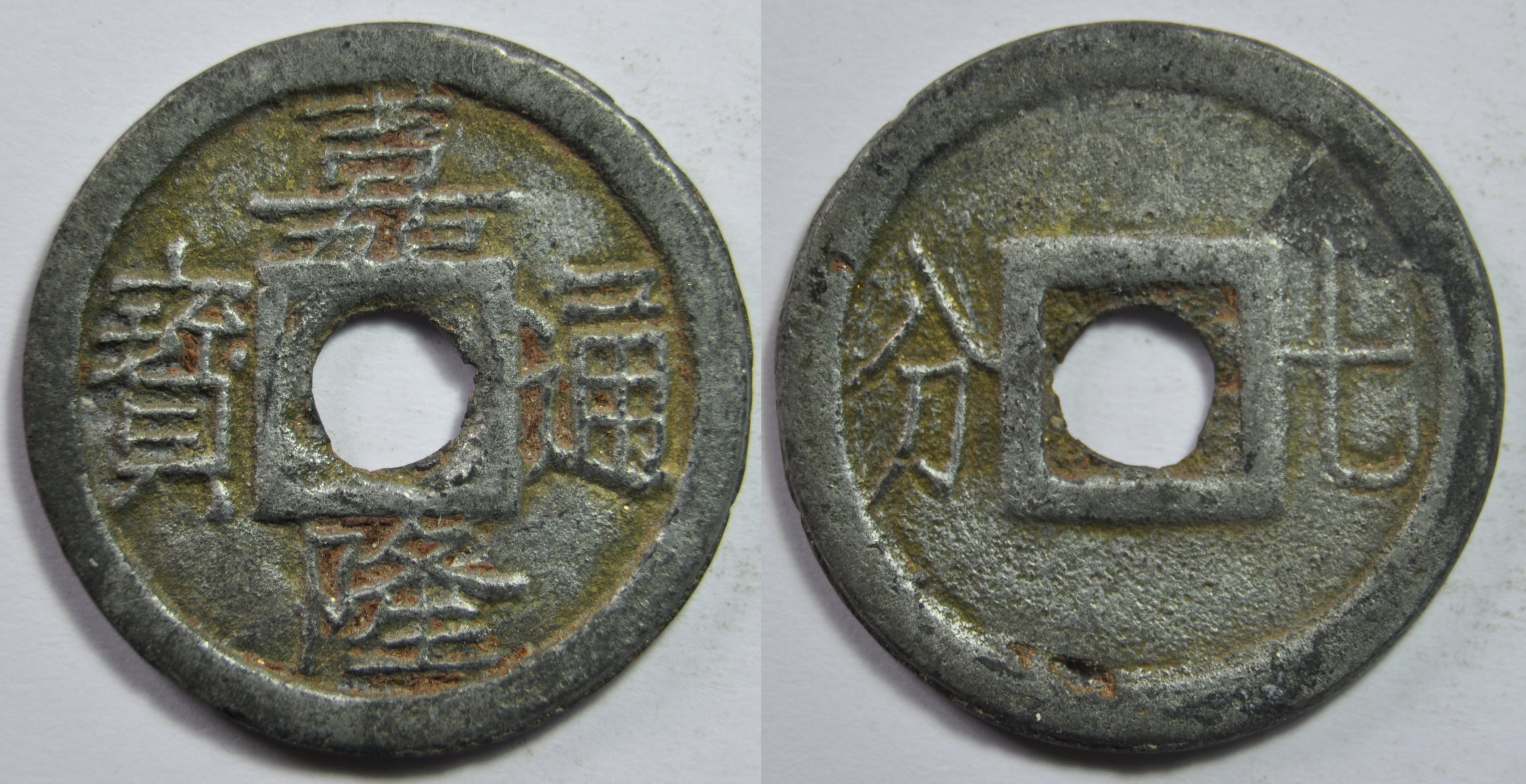
Đồng tiền đúc ở thời Gia Long. Hai mặt trước sau với bốn chữ "Gia Long thông bảo" (嘉隆通寶) và "Thất phân" (七分).

Thời Nguyễn ở Việt Nam có những đồng tiền sau:

### Gia Long thông bảo
Năm 1802, Nguyễn Ánh lên ngôi, đặt niên hiệu là Gia Long. Sách Đại Nam thực lục chính biên cho biết vào năm 1803, Gia Long cho đúc tiền Gia Long thông bảo bằng đồng. Khảo cổ học đã phát hiện ra nhiều di chỉ tiền này. Tiền được đúc nhiều lần và không phải chỉ ở một nơi. Thứ lớn nhất thì có đường kính chừng 26 mm, thứ nhỏ nhất thì có đường kính chừng 20 mm. Mặt trước bốn chữ Gia Long thông bảo đọc chéo. Mặt sau để trơn.
Năm 1813, vua Gia Long cho đúc tiền Gia Long thông bảo thất phân. Theo Đại Nam thực lục chính biên thì tiền này bằng kẽm, song khảo cổ học phát hiện ra cả tiền mang tên này nhưng bằng đồng. Tiền kẽm Gia Long thông bảo thất phân và tiền đồng Gia Long thông bảo có thể đổi qua lại theo tỷ lệ 1,25:1. Gia Long thông bảo thất phân có đường kính trung bình 22 mm và trong thực tế có nhiều kích cỡ. Theo quy định thì tiền nặng bảy phân, nhưng không phải mọi mẫu vật phát hiện ra đều nặng đúng như thế. Mặt trước giống Gia Long thông bảo, nhưng mặt sau thì có hai chữ thất phân ở hai bên lỗ tiền.
Năm 1814, vua Gia Long lại cho đúc tiền Gia Long thông bảo lục phân nặng sáu phân. Thư tịch cho biết rõ hợp kim đúc tiền này có các thành phần sau đồng đỏ, kẽm, chì, thiếc (tỷ lệ là 500:415:65:20). Tiền được đúc nhiều lần và có đường kính xê xích khoảng 21,5 mm đến 22,5 mm. Mặt trước giống Gia Long thông bảo, nhưng mặt sau thì có hai chữ lục phân ở hai bên lỗ tiền.

### Minh Mạng thông bảo

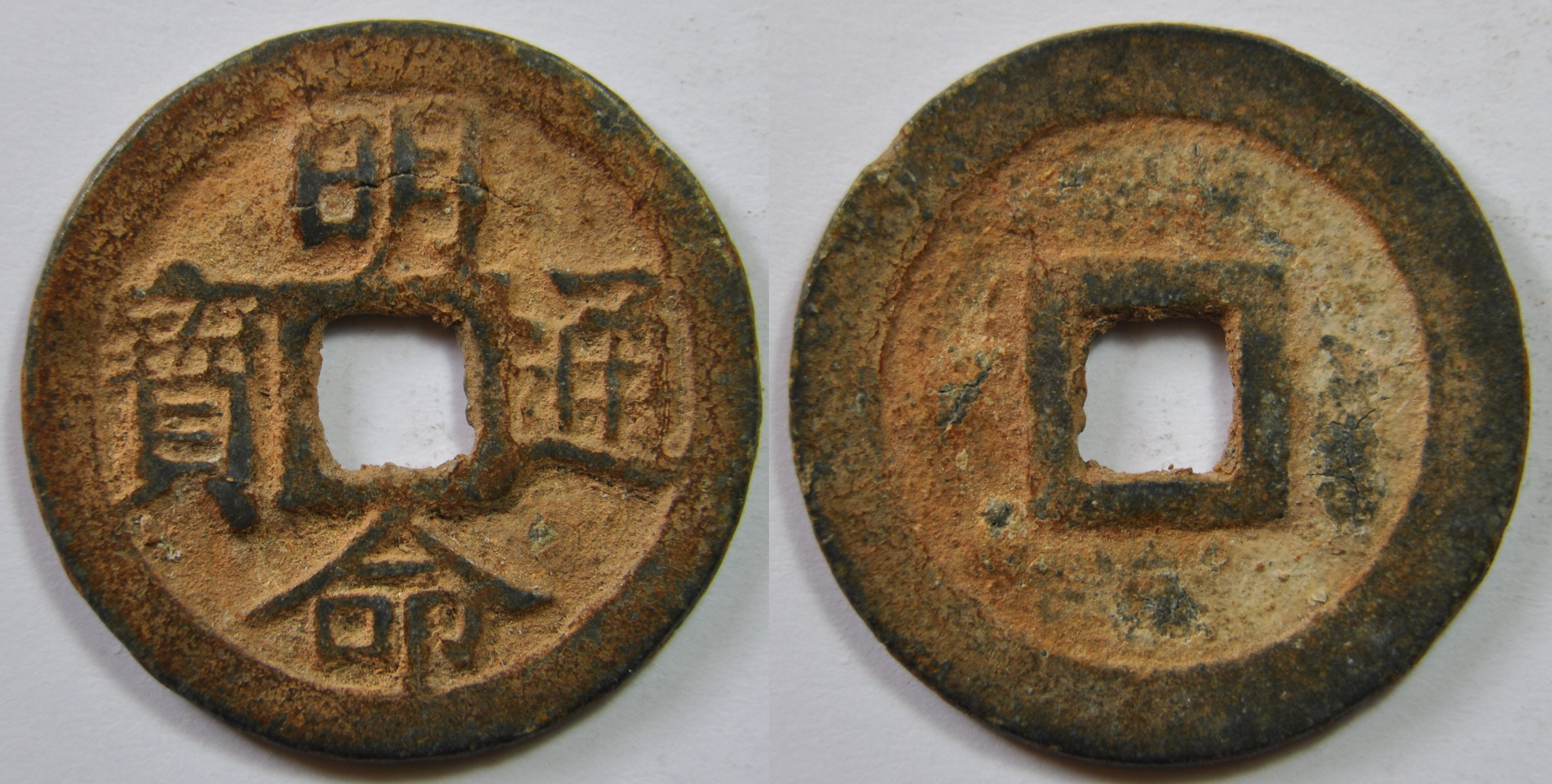
Minh Mạng thông bảo

Minh Mạng thông bảo là tiền do vua Minh Mạng phát hành. Mặt trước có bốn chữ Minh Mạng thông bảo, mặt sau để trống.
Tiền này có nhiều loạt. Loạt đúc sớm nhất là vào năm 1820 theo quy định nặng 6 phân bằng đồng và bằng kẽm. Loại bằng đồng thực ra cũng chỉ có khoảng một nửa nguyên liệu đồng còn lại là kẽm và cả lượng nhỏ thiếc và chỉ dùng đến năm 1825 thì bị bãi bỏ.
Loạt thứ hai có kích thước lớn từ 22 đến 25 mm, được phát hành từ năm 1820. Nguyên liệu là hợp kim đồng, kẽm và thiếc.
Loạt thứ ba có đường kính khoảng 22 mm, nặng 9 phân, bằng hợp kim đồng kẽm, được phát hành từ năm 1825.
Loạt thứ tư có đường kính 25 mm, nặng 1 đồng cân, được phát hành từ năm 1827.

### Thiệu Trị thông bảo

Thiệu Trị thông bảo

Tiền mang niên hiệu của vua Thiệu Trị có loại nặng 6 phân và loại nặng 9 phân đều bằng hợp kim đồng pha kẽm. Còn có cả loại nặng 6 phân bằng toàn kẽm. Các loại này ở mặt trước có bốn chữ Thiệu Trị thông bảo đọc chéo, mặt sau để trống.

### Tự Đức thông bảo

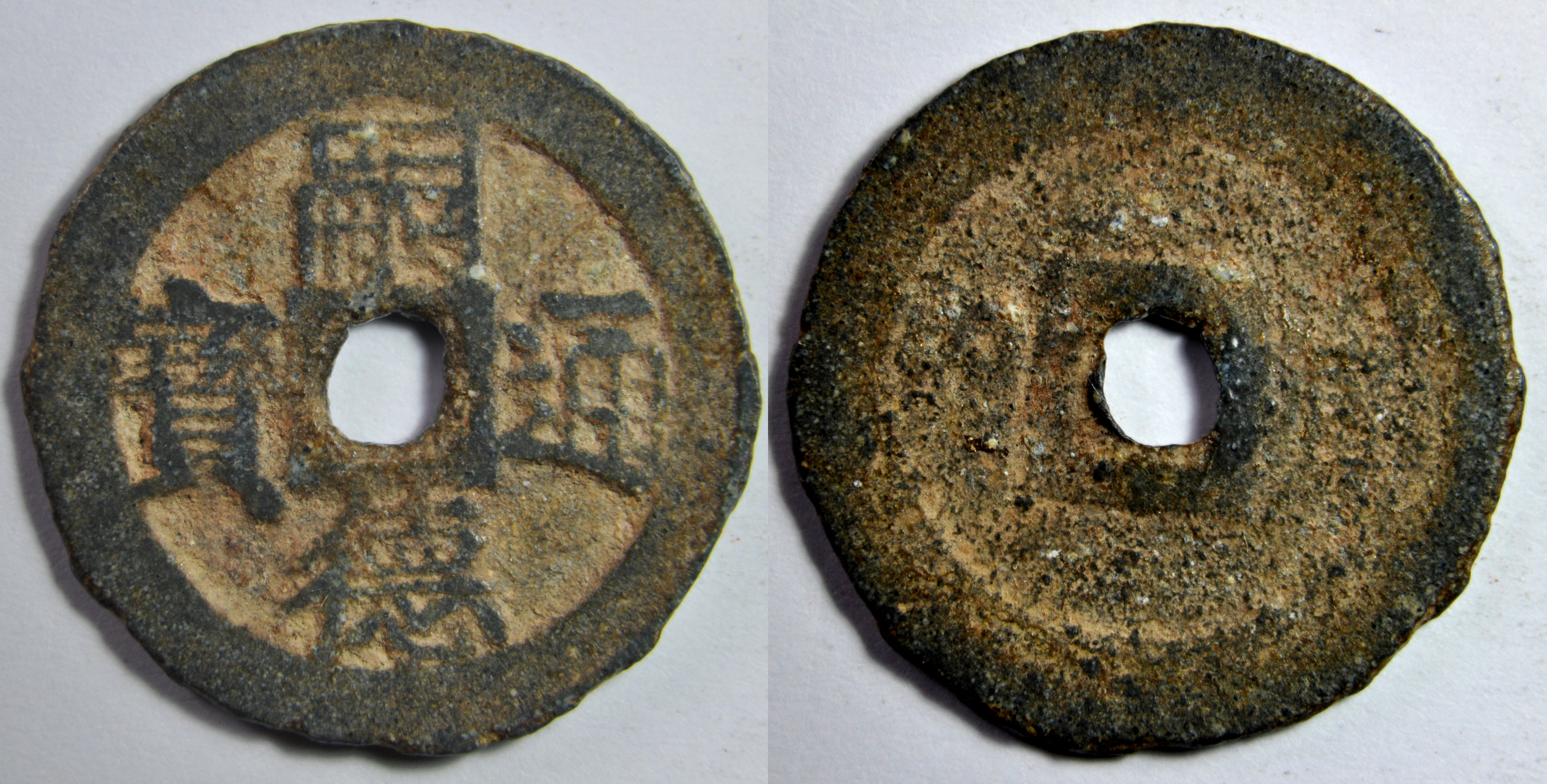
Tự Đức thông bảo

Tự Đức thông bảo có mấy loạt bằng đồng và cả bằng kẽm, đường kính từ 20 mm đến 25 mm. Nhìn chung các loạt đều có mặt trước giống nhau: bốn chữ Tự Đức thông bảo đọc chéo, có viền gờ mép và lỗ. Mặt sau thì mỗi loạt một khác. Có loạt để trống, có loạt thì có chữ "lục văn", có loạt có chữ "Hà Nội", có loạt lại có chữ "Sơn Tây" và có loạt thì có chữ "Bắc Ninh". Tiền này nhiều khi được giao cho các lò đúc tiền tư nhân của người Hoa và người Việt giàu có đúc. Đại Nam thực lục chính biên cho biết có tiền này khi đúc bị pha thêm sắt vào.

### Tự Đức bảo sao

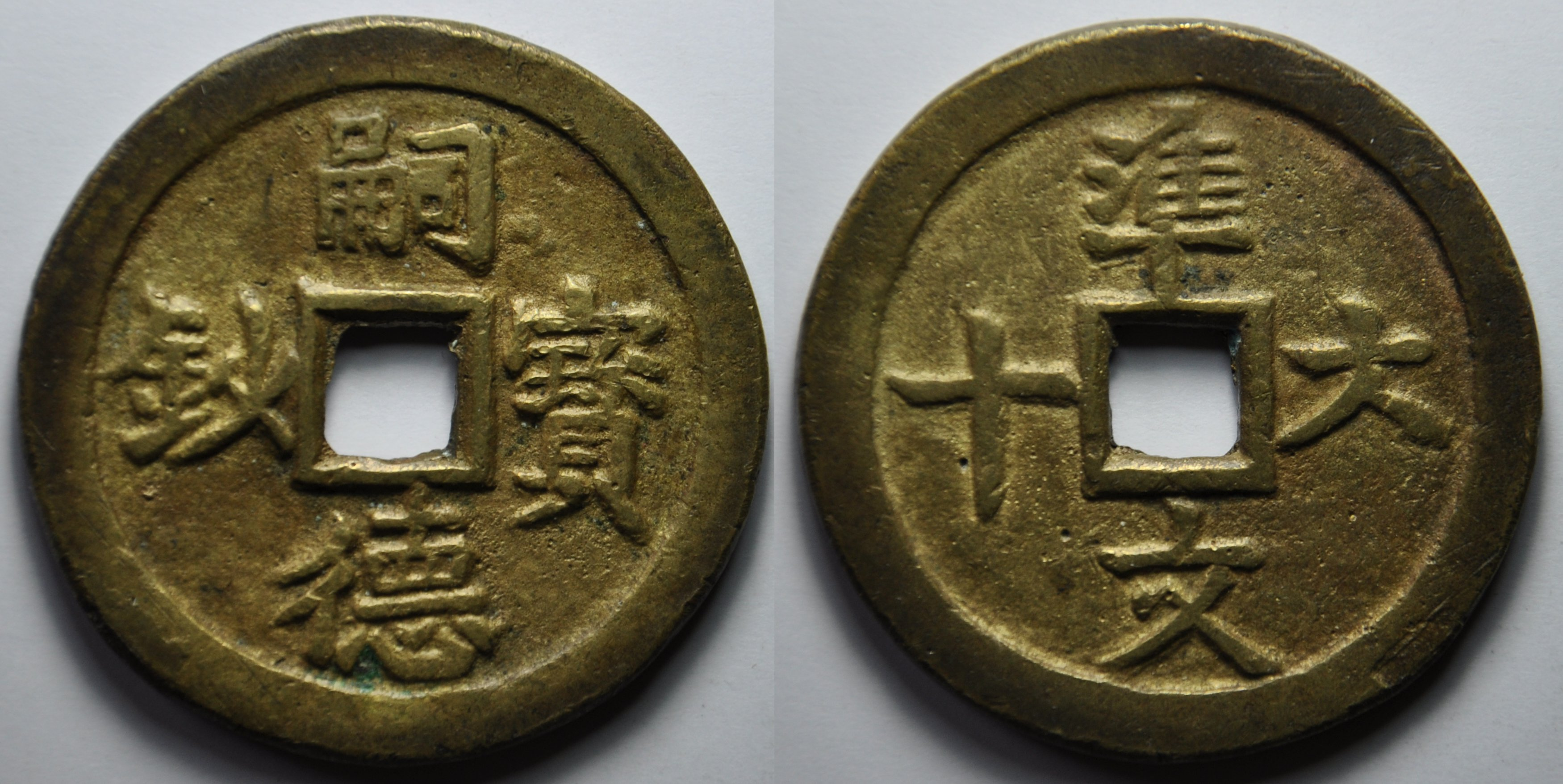
Tự Đức bảo sao

Tự Đức bảo sao là tiền thời vua Tự Đức, được đúc từ năm 1861 có các mệnh giá 10 đồng, 20 đồng, 30 đồng, 40 đồng, 50 đồng và 60 đồng. Tiền đúc bằng đồng. Mặt trước có bốn chữ Tự Đức bảo sao đọc chéo. Mặt sau thì mỗi mệnh giá thiết kế một khác. Đường kính tiền cũng khác nhau giữa các mệnh giá.
- Mệnh giá 10 đồng thì mặt sau có chữ "chuẩn thập văn" hoặc "chuẩn nhất thập văn", đường kính 26 mm, nặng 6 gam;
- Mệnh giá 20 đồng thì mặt sau có chữ "chuẩn nhị thập văn", đường kính 30 mm, nặng 12 gam;
- Mệnh giá 30 đồng thì mặt sau có chữ "chuẩn tam thập văn", đường kính 35 mm, nặng 16,4 gam;
- Mệnh giá 40 đồng thì mặt sau có chữ "chuẩn tứ thập văn", đường kính 37 mm, nặng 22,2 gam;
- Mệnh giá 50 đồng thì mặt sau có chữ "chuẩn ngũ thập văn", đường kính 41,5 mm, nặng 27,2 gam;
- Mệnh giá 60 đồng thì mặt sau có chữ "chuẩn lục thập văn", đường kính 46 mm, nặng 38,2 gam.

### Kiến Phúc thông bảo
Tiền mang niên hiệu của vua Kiến Phúc được đúc nhiều đợt từ năm 1884 và ở nhiều nơi vì vậy mỗi loạt khác nhau một chút. Nhìn chung, tiền có đường kính 23 mm. Mặt trước có bốn chữ Kiến Phúc thông bảo, mặt sau để trống. Thời này, quân Pháp đang đánh chiếm Việt Nam, triều chính cũng mất ổn định, ngôi vua thay đổi mấy lần nên sự quan tâm tới kinh tế không nhiều, tiền được đúc với số lượng ít. Khảo cổ học chỉ phát hiện được ít tiền này. Tiền đúc ra chỉ để khẳng định niên hiệu của vua mới chứ tác dụng cho lưu thông không nhiều vì số lượng quá ít.

### Hàm Nghi thông bảo
Tiền này chính thức chỉ đúc với số lượng rất ít, nhưng tiền Hàm Nghi thông bảo giả rất nhiều. Theo Đỗ Văn Ninh thì có cả tiền Hàm Nghi thông bảo đúc giả thời chiến tranh Việt Nam mà lính Mỹ tưởng là tiền cổ thật nên mua mang về sưu tập. Hàm Nghi thông bảo thật có đường kính 23 mm, mặt trước có bốn chữ Hàm Nghi thông bảo đọc chéo, mặt sau có hai chữ "Lục văn".

### Đồng Khánh thông bảo

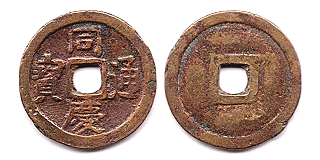
Đồng Khánh thông bảo

Tiền được đúc với số lượng ít. Năm 1886, triều đình cho đúc một loạt có đường kính 26 mm. Năm 1887 cho đúc một loạt nữa có đường kính 23 mm. Cả hai loạt ở mặt trước đều có chữ Đồng Khánh thông bảo, mặt sau để trống.

### Thành Thái thông bảo

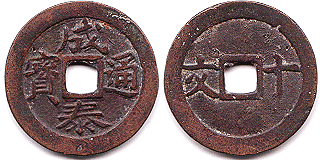
Thành Thái thông bảo

Tiền kim loại được đúc vào các năm 1889-1890 với số lượng ít. Mặt trước có bốn chữ Thành Thái thông bảo đọc chéo. Mặt sau để trống. Đường kính tiền khoảng 23 mm.
Năm 1893-1890, triều đình lại cho đúc tiền Thái Bình thông bảo mới mà mặt sau có chữ thập văn. Tiền này đường kính chừng 26 mm.

### Duy Tân thông bảo

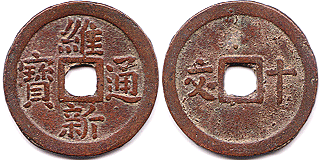
Đồng Duy Tân thông bảo

Tiền này có hai loạt, một loạt có đường kính chừng 26 mm đúc ở Thanh Hóa, một loạt khác nhỏ hơn. Loạt lớn thì mặt sau có chữ "Thập văn", loạt nhỏ thì mặt sau để trống. Mặt trước cả hai loạt đều có chữ Duy Tân thông bảo đọc chéo.

### Khải Định thông bảo

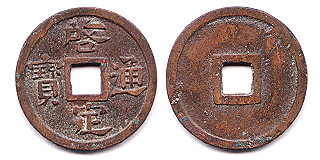
Khải Định thông bảo

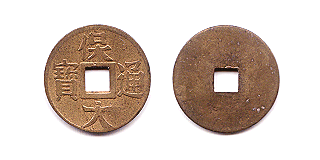
Bảo Đại thông bảo

Tiền này có bốn loạt đúc ở bốn nơi là Huế, Hải Phòng, Hà Nội và Pháp. Loại đúc ở Huế lưu thông ở Trung Kỳ, loại đúc ở Hà Nội và Hải Phòng thì để lưu thông ở Bắc Kỳ. Cả ba loạt này đều bằng kẽm. Riêng loạt đúc ở Pháp thì bằng đồng và chỉ để lưu thông ở Nam Kỳ.

### Bảo Đại thông bảo
Tiền bằng đồng nhưng không đúc mà dập lá đồng bằng máy. Kích thước tiền nhỏ và mỏng. Người dân không coi trọng giá trị tiền này.

## Tiền thưởng

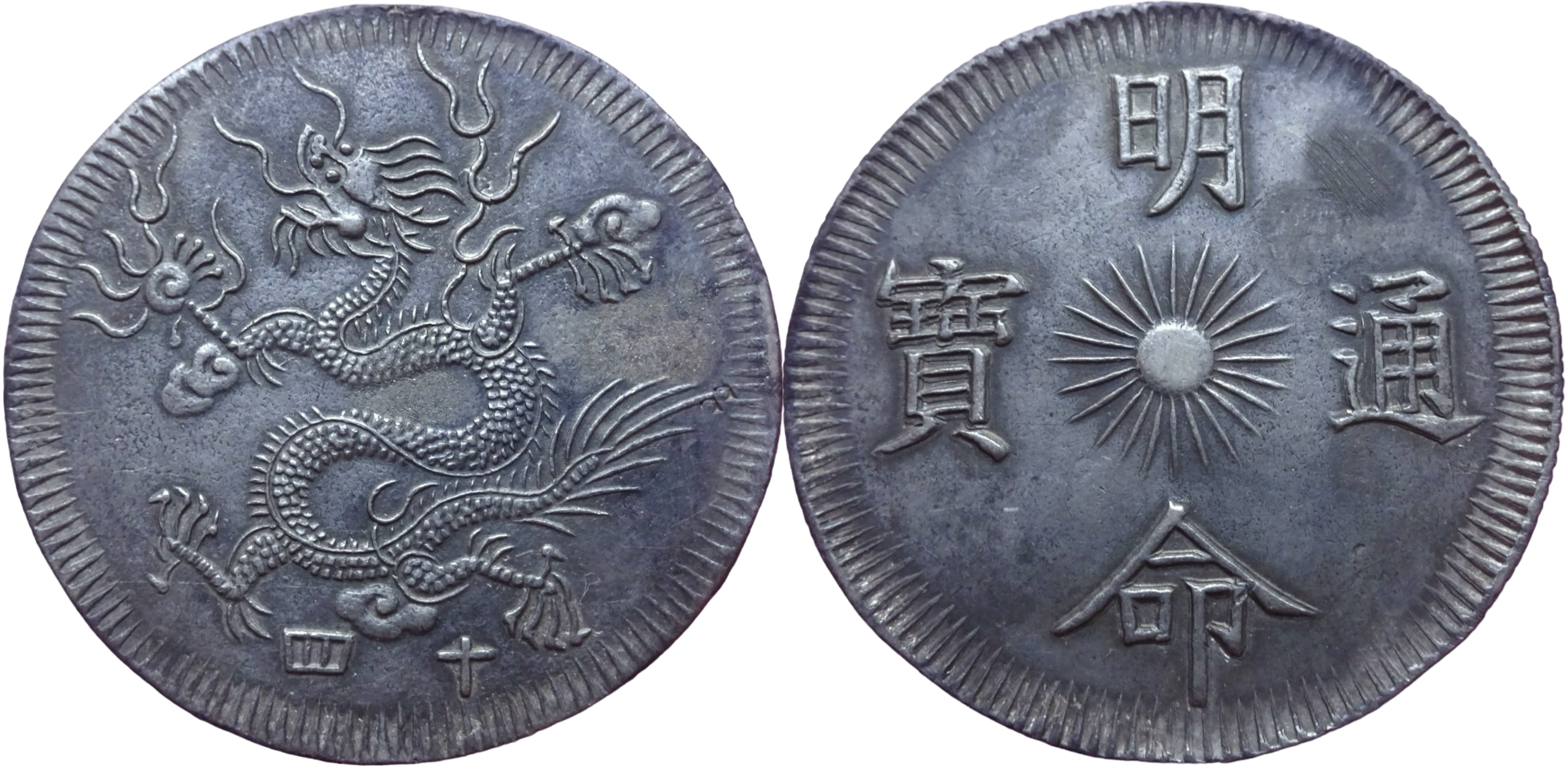
7 Tiền Phi Long được đúc vào năm niên hiệu Minh Mạng thứ 14, 1833. Đồng bạc nặng 27,27 gr và đường kính 41 mm, mặt trước là hình rồng năm móng lượn hình chữ S, dưới hình rồng là hai chữ "十四" biểu thị niên hiệu năm thứ 14; Mặt sau xu là hình mặt trời ở trung tâm, xung quanh là 4 chữ Hán "明命通寳" có nghĩa là "Minh Mạng thông bảo"

Bắt đầu từ thời Minh Mạng, triều Nguyễn đã cho đúc tiền thưởng dưới dạng đồng xu tròn không có lổ hoặc có lổ vuông bằng vàng hoặc bạc và đây là lần đầu tiên trong lịch sử Việt Nam ghi nhận tiền thưởng được đúc dưới dạng đồng xu bằng kim loại quý. Từ thời Nhà Hậu Lê, tiền thưởng dạng tròn đã được đúc, nhưng chỉ bằng chất liệu đồng, tiền thưởng bằng chất liệu kim loại quý chỉ ở dưới dạng thỏi. Tiền thưởng được đúc và lưu trữ trong ngân khố, chúng chỉ được dùng để ban thưởng cho quan lại, vương công quý tộc hoặc dân chúng có công lao với triều đình trong các dịp khánh tiết.
Ngoài các dạng phong thưởng như ngọc khánh, kim khánh, kim bôi hay sau này có thêm Đại Nam Long tinh thì triều Nguyễn còn xem tiền thưởng như một dạng ghi công trạng ở cấp trung ương dành cho công dân Đại Nam, dưới thời Pháp thuộc, triều đình cũng đã ban tiền thưởng cho một số quan chức người Pháp để ghi công họ.
Tiền thưởng được đúc chủ yếu dưới 3 chất liệu, gồm có: tiền thưởng đúc bằng vàng được gọi là "kim tiền", đúc bằng bạc gọi là "ngân tiền" và đúc bằng đồng gọi là "đồng tiền". Mặt trước của xu tiền thưởng thường có hình rồng năm móng, song long hoặc hổ phù... Mặt sau thường xuất hiện các mỹ từ bằng chữ Hán theo kiểu chữ Chân dễ đọc và rõ ràng nhầm cầu chúc. Tiền thưởng cũng được đúc với nhiều kích thước và trọng lượng khác nhau, đáp ứng phân loại công trạng. Những công trạng xếp ở "Đại hạng" sẽ nhận tiền thưởng 1 lạng; "Trung hạng" tiền thưởng sẽ nặng từ 5 tiền đến 7 tiền và "Tiểu hạng" nặng từ 0,5 tiền đến 4 tiền.
Giai đoạn cuối triều Nguyễn, tiền thưởng còn được dùng như một dạng huy chương tương tự kim khánh, kim bội... làm vật trang sức đeo cổ kèm một dải thùy anh bằng san hô, hay dải ruy băng bằng lụa màu để đeo ngực như biểu dương công trạng kèm 1 tờ lục chỉ đề rõ ngày cấp.